# Rütger Schäfer
Rütger Schäfer (* 25. Oktober 1940 in Königsberg) ist ein deutscher Bibliothekar und Soziologe.

## Leben und Wirken
Schäfer studierte Soziologie, Politikwissenschaft, Philosophie, Religionswissenschaft und Theologie an der Philipps-Universität Marburg. Währenddessen war er im Vorstand der Humanistischen Studentenunion aktiv. 1970 veröffentlichte er die Streitschrift Die Misere der theologischen Fakultäten. In dieser erklärt er die Theologie für unwissenschaftlich, klagt die kirchlich kontrollierten theologischen Fakultäten als grundgesetzwidrig an, da sie die Freiheit von Wissenschaft und Lehre einschränkten und den Grundsatz der staatlichen Neutralität verletzten, und fordert ihre Umwandlung in konfessionsungebundene, religionswissenschaftliche Abteilungen. Besprechungen in theologischen Fachzeitschriften fielen dementsprechend kritisch aus. Der Jesuitenpater Hans Bischlager konterte in der Zeitschrift für katholische Theologie, dass „sich der Autor bei seinen wenigen Aussagen offensichtlich von bloßen Emotionen leiten“ lassen habe. Das Buch trage „weder dem gegenwärtigen Stand der Theologie noch den Ergebnissen der modernen Wissenschaftstheorie“ Rechnung. Schäfer habe aus Abhängigkeit von „bestimmten dogmatisch fixierten Voraussetzungen“ die historisch-kritische Methode ignoriert. Axel Freiherr von Campenhausen kritisierte in der Zeitschrift für Evangelische Ethik den „willkürlichen und subjektiven Begriff“ religiös-weltanschaulicher Neutralität des Autors und resümierte, es sei „niemandem benommen, den laizistischen Standpunkt des Autors Schäfer zu teilen“. Seine politischen Forderungen würden jedoch durch die von ihm angeführten Thesen nicht gestützt.
1971 promovierte Schäfer an der Marburger Fakultät für Philosophie. Seine 1972 veröffentlichte Dissertation Friedrich Buchholz, ein vergessener Vorläufer der Soziologie ist der Historikerin Annette Meyer zufolge die „kenntnisreichste und umfassendste Arbeit zu Buchholz“; laut Iwan-Michelangelo D’Aprile ist sie eine gründliche bio-bibliographische Studie, die für die Buchholz-Forschung grundlegend ist.
Er trat als Bibliotheksreferendar der Universitätsbibliothek Marburg in die Ausbildung für den höheren Bibliotheksdienst ein und absolvierte 1973 die Fachprüfung hierfür an der Bibliotheksschule Frankfurt am Main. Anschließend trat er am 1. Oktober 1973 als Fachreferent in den Dienst der kurz zuvor gegründeten Bibliothek der Gesamthochschule Paderborn ein. Ab Mitte 1974 war er stellvertretender Leiter des Dezernats Erwerbung und Katalogisierung, bevor er 1978 die Leitung des Dezernats Benutzung und Information übernahm. 1979 wurde er zum Oberbibliotheksrat, 1981 zum Bibliotheksdirektor und 1985 zum stellvertretenden Direktor der Bibliothek befördert. Von Mitte 2001 bis Sommer 2002 leitete er die Universitätsbibliothek kommissarisch.
Bei der feierlichen Verabschiedung Schäfers aus dem Dienst im Jahr 2005 hoben Rektor Nikolaus Risch, Kanzler Jürgen Plato und der Leitende Direktor der Universitätsbibliothek, Dietmar Haubfleisch, seinen großen Erfahrungsschatz sowie sein umfassendes Detailwissen und seine breiten bibliothekarischen und administrativen Kenntnisse hervor.

## Schriften (Auswahl)
selbstständige Literatur
- Die Misere der theologischen Fakultäten. Dokumentation und Kritik eines Tabus. Freistühler, Schwerte 1970, ISBN 3-87237-006-5.
- (Hrsg.): Friedrich Buchholz: Der Neue Leviathan. Scientia Verlag, Aalen 1970, ISBN 3-511-00679-1.
- Friedrich Buchholz, ein vergessener Vorläufer der Soziologie. Eine historische u. bibliographische Untersuchung über den ersten Vertreter des Positivismus und  des Saint-Simonismus in Deutschland (= Göppinger akademische Beiträge, Bd. 59). Zwei Bände. Kümmerle, Göppingen 1972 (Dissertation, Universität Marburg, 1971).
- (Hrsg.): Saint-Simonistische Texte. Zwei Bände. Scientia-Verlag, Aalen 1975, ISBN 3-511-06920-3.

unselbstständige Literatur
- Die theologische Fakultät – ein staatskirchliches Relikt. In: Club Voltaire. Jahrbuch für kritische Aufklärung, Bd. 4 (1970), S. 286–298.
- Die theologischen Fakultäten und die Freiheit der Wissenschaft. In: Peter Rath (Hrsg.): Trennung von Staat und Kirche? Dokumente und Argumente. Rowohlt, Reinbek b. Hamburg 1974, S. 115–119, ISBN 3-499-11771-1.
- Die Informationsvermittlungsstelle der UB Paderborn 1980–83. In: Mitteilungsblatt / Verband der Bibliotheken des Landes Nordrhein-Westfalen, N.F., Bd. 34 (1984), S. 289–301.
- Online-Informationsvermittlung 1989 in Nordrhein-Westfalen. In: Mitteilungsblatt / Verband der Bibliotheken des Landes Nordrhein-Westfalen, N.F., Bd. 40 (1990), S. 227–236.